# Liste der Baudenkmäler in Holzwickede
Die Liste der Baudenkmäler in Holzwickede enthält die denkmalgeschützten Bauwerke auf dem Gebiet der Gemeinde Holzwickede im Kreis Unna in Nordrhein-Westfalen (Stand: Januar 2015). Diese Baudenkmäler sind in der Denkmalliste der Gemeinde Holzwickede eingetragen; Grundlage für die Aufnahme ist das Denkmalschutzgesetz Nordrhein-Westfalen (DSchG NRW).

## Denkmäler
| Bild                                       | Bezeichnung                                          | Lage                                       | Beschreibung                                                            | Bauzeit            | Eingetragen seit | Denkmal- nummer |
| ------------------------------------------ | ---------------------------------------------------- | ------------------------------------------ | ----------------------------------------------------------------------- | ------------------ | ---------------- | --------------- |
| weitere Bilder                             | Haus Opherdicke                                      | Opherdicke Dorfstraße 29 Karte             |                                                                         | 1683–1687          | 20.04.1983       | 1               |
| weitere Bilder                             | 130er Ehrendenkmal (Kellerkopfdenkmal)               | Hengsen Bergstraße Karte                   |                                                                         | 1926–1929          | 21.04.1983       | 2               |
| weitere Bilder                             | Ev. Pfarrkirche Opherdicke                           | Opherdicke Dorfstraße Karte                |                                                                         |                    | 21.04.1983       | 3               |
| weitere Bilder                             | Kriegerdenkmal Hengsen                               | Hengsen Unnaer Straße Karte                |                                                                         | 1927               | 18.05.1983       | 4               |
| Rathaus                                    | Rathaus                                              | Holzwickede Allee 5 Karte                  |                                                                         | 1914               | 18.05.1983       | 5               |
| Wohnhäuser                                 | Wohnhäuser                                           | Holzwickede Hof Dudenroth 2 a–f Karte      |                                                                         | 1864–1879          | 18.05.1983       | 6               |
| Fachwerkhaus                               | Fachwerkhaus                                         | Opherdicke Dorfstraße 55 Karte             | ehemaliger Einzelhändler, heute (2014) Kiosk                            | Mitte des 19. Jh.  | 06.07.1983       | 7               |
| weitere Bilder                             | Hofgebäude Emscherquelle                             | Holzwickede Quellenstraße 2 Karte          |                                                                         |                    | 06.07.1983       | 8               |
| BW                                         | Fachwerkhaus                                         | Holzwickede Sölder Str. 47/49 Karte        |                                                                         |                    | 06.07.1983       | 9               |
| Fachwerkhaus                               | Fachwerkhaus                                         | Opherdicke Dorfstraße 49 Karte             |                                                                         | Mitte des 19. Jh.  | 06.07.1983       | 10              |
| Gasthaus „Zum Adler“                       | Gasthaus „Zum Adler“                                 | Holzwickede Hauptstraße 18 Karte           |                                                                         | 1903               | 06.07.1983       | 12              |
| Fachwerkhaus                               | Fachwerkhaus                                         | Opherdicke Dorfstraße 53 Karte             |                                                                         | 19. Jh.            | 07.07.1983       | 13              |
| weitere Bilder                             | Fachwerkkotten                                       | Altes Dorf Jahnstraße 31 Karte             |                                                                         | 1803               | 07.07.1983       | 14              |
| weitere Bilder                             | Ehemaliges Hofgebäude                                | Holzwickede Chaussee 118 Karte             |                                                                         |                    | 07.07.1983       | 15              |
| Fachwerkhaus                               | Fachwerkhaus                                         | Holzwickede Sölder Str. 46 Karte           |                                                                         |                    | 07.07.1983       | 16              |
| Kriegerdenkmal an der evangelischen Kirche | Kriegerdenkmal an der evangelischen Kirche           | Opherdicke Dorfstraße Karte                |                                                                         | um 1872            | 23.08.1983       | 17              |
| weitere Bilder                             | Fachwerkhaus                                         | Altes Dorf Jahnstraße 37 Karte             |                                                                         | 1829               | 23.09.1983       | 18              |
| weitere Bilder                             | Ehemalige Wassermühle                                | Holzwickede Wasserstraße 9 Karte           |                                                                         |                    | 01.02.1984       | 19              |
| BW                                         | Backhaus-Speicher                                    | Langscheder Straße 146 a Karte             | Auf dem Hof Lüttgemüller                                                | Mitte des 19. Jh.  | 18.06.1984       | 20              |
| weitere Bilder                             | Katholische Pfarrkirche Liebfrauen                   | Holzwickede Hauptstraße Karte              |                                                                         | 1903/04            | 13.08.1984       | 21              |
| Evangelische Kirche                        | Evangelische Kirche                                  | Holzwickede Goethestraße 6 Karte           |                                                                         | um 1906            | 13.08.1984       | 22              |
| BW                                         | Hofgebäude                                           | Holzwickede Lichtendorfer Straße 199 Karte |                                                                         | 1785               | 13.08.1984       | 23              |
| Ehemaliges Gasthaus                        | Ehemaliges Gasthaus                                  | Opherdicke Dorfstraße 62 Karte             |                                                                         | 19. Jh.            | 03.03.1988       | 24              |
| weitere Bilder                             | Katholische Pfarrkirche St. Stephanus                | Opherdicke Dorfstraße Karte                |                                                                         | 1893               | 03.03.1988       | 25              |
| Begegnungszentrum                          | Begegnungszentrum                                    | Opherdicke Dorfstraße 39/41 Karte          |                                                                         | 1893               | 22.09.1988       | 26              |
| Ehemaliges Küsterhaus                      | Ehemaliges Küsterhaus                                | Opherdicke Dorfstraße 45 Karte             |                                                                         | Anfang des 19. Jh. | 27.02.1989       | 27              |
| Katholisches Pfarrhaus                     | Katholisches Pfarrhaus                               | Opherdicke Dorfstraße 47 Karte             |                                                                         |                    | 03.08.1989       | 28              |
| weitere Bilder                             | Ehemaliges Haus Lappenhausen (Bau- und Bodendenkmal) | Hengsen Karte                              |                                                                         |                    | 14.08.1989       | 29              |
| BW                                         | Schulzenhof                                          | Altes Dorf Massener Straße 209. Karte      |                                                                         |                    | 05.09.1989       | 30              |
| Erbbegräbnis von Lilien                    | Erbbegräbnis von Lilien                              | Opherdicke Kath. Friedhof Karte            |                                                                         |                    | 06.10.1989       | 31              |
| Wohnhaus                                   | Wohnhaus                                             | Opherdicke Dorfstraße 60 Karte             |                                                                         |                    | 25.10.1989       | 32              |
| BW                                         | Waldgasthaus                                         | Hengsen Kellerkopf 37 Karte                |                                                                         |                    | 29.03.1990       | 33              |
| Wasserhochbehälter                         | Wasserhochbehälter                                   | Hengsen Am Wasserturm Karte                |                                                                         |                    | 08.10.1993       | 34              |
| weitere Bilder                             | ehemaliges Maschinen- und Kesselhaus                 | Hengsen Lappenhausen Karte                 | Gehört derzeit (2015) zum Wasserwerk Hengsen der Wasserwerke Westfalen. | 1905–1908          | 08.10.1993       | 35              |

## Ehemalige Denkmäler
| Bild                                                                                                | Bezeichnung             | Lage                           | Beschreibung | Bauzeit | Eingetragen seit      | Denkmal- nummer |
| --------------------------------------------------------------------------------------------------- | ----------------------- | ------------------------------ | ------------ | ------- | --------------------- | --------------- |
| [[Vorlage:Bilderwunsch/code!/C:51.487304,7.642492!/D:Küsterhaus (abgerissen), Dorfstraße 59!/\|BW]] | Küsterhaus (abgerissen) | Opherdicke Dorfstraße 59 Karte |              |         | 06.07.1983 (gelöscht) | 11              |